# Sol Heras
Sol Heras es un actor inglés, más conocido por haber interpretado a Luke Ellis en Rock Rivals y a Ryan Connor en la serie Coronation Street.

## Carrera
En 2008 se unió al elenco de la serie Rock Rivals, donde interpretó a Luke Ellis hasta el final del programa ese mismo año.
En 2010 apareció como invitado en dos episodios del spin-off de la serie Hollyoaks llamado Hollyoaks Later, donde dio vida a Dean Stanley. El 8 de julio de 2012, se aunió al elenco de la popular serie británica Coronation Street, donde interpretó a Ryan Connor hasta el 2 de octubre de 2013. Anteriormente el papel de Ryan había sido interpretado por el actor Ben Thompson, el 23 de mayo de 2018 el papel de Ryan fue retomado por el actor Ryan Prescott, quien desde entonces aparece en la serie.

## Filmografía
Series de televisión
| Año         | Título            | Personaje        | Notas          |
| ----------- | ----------------- | ---------------- | -------------- |
| 2012 - 2013 | Coronation Street | Ryan Connor      | 124 episodios  |
| 2010        | Hollyoaks Later   | Dean Stanley     | 2 episodios    |
| 2010        | The Gemma Factor  | Zavvi Hardcastle | episodio # 1.4 |
| 2008        | Rock Rivals       | Luke Ellis       | 8 episodios    |

Películas
| Año  | Título     | Personaje | Notas                                                                                 |
| ---- | ---------- | --------- | ------------------------------------------------------------------------------------- |
| 2010 | Splintered | John      | junto a Stephen Walters, Holly Weston, Sacha Dhawan, Jonathan Readwin & Colin Tierney |